# Cyrtarachne gilva
Cyrtarachne gilva là một loài nhện trong họ Araneidae.
Loài này thuộc chi Cyrtarachne. Cyrtarachne gilva được miêu tả năm 1994 bởi Chang-Min Yin & Zhao.